# Eugène Anthiome
Eugène-Jean-Baptiste Anthiome, né le 19 août 1836 à Lorient (Morbihan) et mort à Binic-Étables-sur-Mer, le 21 juillet 1916 est un professeur de piano et compositeur français.

## Biographie
Anthiome étudie au Conservatoire de musique et de déclamation à Paris, l'harmonie avec Antoine Elwart, l'orgue avec François Benoist et la composition avec Michele Carafa. En 1861, il remporte le Second Grand Prix de Rome avec sa cantate Atala.
À partir de janvier 1863, il enseigne au conservatoire, en tant que répétiteur d'une classe d'étude du piano ; il est nommé plus tard professeur agrégé de piano (décembre 1888), poste qu'il conserve jusque fin 1901, lorsqu'il prend sa retraite. Anthiome a Maurice Ravel comme élève, dans sa classe préparatoire de piano en novembre 1889.
Anthiome compose nombre de valses, polkas et petites pièces pour piano (publiées chez Leduc ou Heugel) et des mélodies très prisés des amateurs et des opérettes. Il rédige une méthode de piano : L’Art du piano, méthode pour les commençants (Paris 1880).

## Œuvre

### Instrumentales
- Grande Marche funèbre à la mémoire de Giacomo Meyerbeer, pour grand orchestre (manuscrit), 1864-1866
- Grand Trio pour violon, violoncelle et piano no 1 en mi bémol majeur (éd. Benoit, 1873)
- Air de ballet pour violon et piano, 1877
- Fantaisie romantique pour violon et piano (éd. Alphonse Michel, 1889)
- Sommeil et Triomphe de Bacchus, scène mythologique pour orchestre, 1893
- Menuet favori de Mme de Maintenon pour clavecin, 1896
- Concerto en ut mineur pour piano et orchestre, 1898
- Fugue pour piano, 1899
- Six Pièces pour clavecin, 1901-05
- Allemande pour clavecin, 1904
- Trio pour violon, violoncelle et piano no 2, en fa majeur (1907)[2]
- Deux Préludes pour piano, 1911
- Pongorillo ballet

### Vocales
- Emina, ma belle, mélodie pour voix, piano, avec violon (1860)
- Semer pour récolter, opéra-comique en un acte, (création Fantaisies-Parisiennes, 6 mai 1866)
- Les Noces de Prométhée, cantate (manuscrit), 1867
- Berceuse, Lied, 1868
- Chanson de Nemorin, 1873
- Chansons d’Estelle, 1873
- La Naissance du Christ, oratorio (manuscrit)
- Le Dernier des Chippeways, opérette en un acte (Folies Bergère, 3 février 1876)
- Don Juan marié, la leçon d'amour, opérette en un acte, 1878
- Le Roman d'un jour, opéra-comique en trois actes (création Masson et Laffrique, Château-d'eau, Opéra-Populaire, 3 mars 1884)
- Un Orage espagnol, opérette en un acte, 1887
- À un ange, mélodie d'après Alphonse Boeul, 1893
- Cantate sacrée tirée des Écritures Saintes pour orgue (manuscrit), 1895
- Six Mélodies bretonnes (poèmes de Paul Barret de Beaupré, le gendre du compositeur), 1900
- Asphodèlis, cantate pour récitant, soli, chœur et orchestre, 1900, textes de Paul Barret de Beaupré[3]
- Chant d'Avril, mélodie pour voix, avec piano et violoncelle (1903)

### Arrangement et collaboration
- Hummel, Concerto en si mineur, op. 89 pour piano (rééd. G. Billaudot 1980) (OCLC 658416901)
- J. Mohr, Solo de cor, avec accompagnement de piano par Anthiome, pour le concours de juillet 1889 (éd. Millereau) (OCLC 843650692).

## Enregistrement
- Grand trio, Fantaisie romantique, mélodies – Ensemble Contraste, avec Ambroisine Bré, mezzo-soprano (novembre 2017, Contraste Productions BBCP003)[4] (OCLC 1084735771)